# En kultiveret rappenskralde
|  | Denne artikel er oprettet af botten Steenthbot ud fra en ekstern database. Den kan derfor have sproglige fejl eller mangler. Denne skabelon kan fjernes efter kontrol af indholdet. |

En kultiveret rappenskralde er en dansk portrætfilm fra 2006 instrueret af Per Wennick.

## Handling
Lise Nørgaard er et kulturelt ikon. Hun er en af de mest kendte danskere. Journalist, forfatter og debattør og ophavskvinde til hele Danmarks "Matador". Vi tror, vi kender hende, men Per Wennicks portræt går en hel del tættere på og mere nuanceret til den Lise Nørgaard, som de fleste primært kender som "Matadors mor". I programmerne medvirker Lise Nørgaards tvillingedøtre, der fortæller om en rigt facetteret, energisk og sjov mor, der altid sørgede for dynamik, leg og livlige diskussioner i hjemmet, men som samtidig målrettet fulgte sine egne ønsker om en journalistkarriere i København.